# Ходжер Григорій Гібівич
Григорій Гібівич Ходжер (1929-2006) — нанайський письменник. Член КПРС з 1954 року.

## Життєпис
Григорій Ходжер народився в родині рибалки і мисливця в селі Верхній Нерген (нині в Нанайському районі Хабаровського краю) 5 квітня 1929 року. В молоді роки навчався бляшаній справі, був секретарем сільради, працював у риболовецькій бригаді. У 1956 році закінчив історичний факультет Педагогічний інститут імені О. І. Герцена у Ленінграді.
Перші твори Ходжера було надруковано у 1953 році. Окремим виданням збірка його оповідань «Перші зрушення» вийшла у 1958 році. Його перу належать повісті «Чайки над морем», «Еморон-озеро», «Правнук Дерсу Узала», «Останнє полювання», «Якого кольору сніг?», «Гайчі», «Порожня рушниця», «Квартира з видом на Амур» та інші.
Нанайці-фронтовикам присвячена документальна повість «Найхінці». У трилогії «Амур широкий» показано життя нанайців у час з кінця XIX сторіччя до середини 1930-х років. Також Ходжер є автором низки творів для дітей. Він активно збирав і публікував нанайський фольклор, склав збірки літературних творів народів Далекого Сходу СРСР.

## Нагороди та премії
- Державна премія РРФСР імені М. Горького (1973) — за трилогію «Амур широкий»
- Орден Трудового Червоного Прапора
- Орден Дружби народів